# Sandor Szondi
Sandor Szondi (Boedapest, 25 augustus 1920 – Sint-Lambrechts-Woluwe, 9 juli 1997) was een Vlaams politicus van Hongaarse afkomst.

## Levensloop
Hij groeide op in een Vlaams pleeggezin en werd genaturaliseerd wegens zijn houding als verzetslid. Hij studeerde Rechten en koos voor een loopbaan op het ministerie van verkeerswezen. Vanuit zijn ervaring als ambtenaar te Brussel voelde hij de behandeling van de Vlamingen als onrechtvaardig aan. Dit zette hem aan tot allerlei initiatieven om de positie van de Vlamingen in de hoofdstad te verbeteren. Hij stichtte het Verbond van Vlaams Overheidspersoneel en het Centraal Secretariaat van Vlaamse Verenigingen en was redacteur van enkele tijdschriften. Zijn mening maakte hij ook kenbaar via voordrachten en ingezonden stukken in de krant. In 1969 richtte hij te Brussel een Vlaamse peutertuin op. Szondi was gemeenteraadslid voor de CVP in Etterbeek en kwam in die hoedanigheid geregeld in conflict met de Franstalige meerderheid. Wegens zijn verdiensten voor de Vlaamse ontvoogdingsstrijd werd hij meermaals gelauwerd. Zo won hij in 1975 de André Demedtsprijs, uitgereikt door de Kortrijkse Marnixringen Broel en Kleikop. De Marnixring reikt deze prijs uit aan wie zich op een opmerkelijke manier verdienstelijk heeft gemaakt voor Vlaanderen en de Nederlandse taal en cultuur.